# Джороку-Маре
Джороку-Маре (рум. Georocu Mare) — село у повіті Долж в Румунії. Входить до складу комуни Братовоєшть.
Село розташоване на відстані 174 км на захід від Бухареста, 25 км на південний схід від Крайови.

## Населення
За даними перепису населення 2002 року у селі проживали 586 осіб, усі — румуни. Усі жителі села рідною мовою назвали румунську.